# James R. Soley
Pour les articles homonymes, voir Soley (homonymie).
James Russell Soley, né le 1er octobre 1850 et mort le 11 septembre 1911, est un avocat et historien naval et secrétaire adjoint de la marine de l'US Navy. 

## Biographie
Né à Roxbury, Massachusetts, Soley est diplômé du Harvard College en 1870. Il est nommé professeur adjoint d'éthique et d'anglais à l'United States Naval Academy le 1er octobre 1871. Seulement deux ans plus tard, il devient chef du Département d'études anglaises, d'histoire et de droit. 
Le 9 juin 1882, Soley est affecté au Bureau de la navigation. Il sert comme surintendant du bureau des archives de la guerre navale et il dirige la bibliothèque du département de la marine : Bureau des archives navales et de la bibliothèque. Dans le cadre de cette fonction, Soley commence à rassembler les documents navals de la guerre civile américaine et entame le travail éditorial qui aboutit à la publication de la collection en 31 volumes, L'Official Records of the Union and Confederate Navies (en). Ces années voient également la publication de plusieurs livres et articles de Soley sur l'histoire navale américaine. 
En 1884, le commodore Stephen B. Luce nomme Soley professeur de droit international au nouveau United States Naval War College,  devenant ainsi le premier membre civil de la faculté de cette institution. 
Pendant son service à Washington, DC, Soley étudie le droit à la Columbian University (maintenant appelée George Washington University) et obtient son diplôme de droit en 1890. Le 18 juillet 1890, il démissionne  pour devenir sous-secrétaire de la marine, chargé de l'administration du travail dans les établissements navals à terre. Il occupe ce poste jusqu'en mars 1893. 
Après son service dans la marine, Soley s'installe à New York pour pratiquer le droit, travaillant avec son ancien chef de la marine, Benjamin F.Tracy, qui avait été secrétaire de la marine de 1889 à mars 1893. Soley se spécialisé en droit international. Il sert de conseiller juridique pour le Venezuela lors de l'arbitrage à Paris en 1899, qui découlait d'un différend frontalier avec le Royaume-Uni qui avait abouti à la crise du Venezuela de 1895. 
Soley meurt le 11 septembre 1911 à New York.

## Héritage
- L'USS Soley (en) est nommé en son hommage.